# Sufflamen bursa

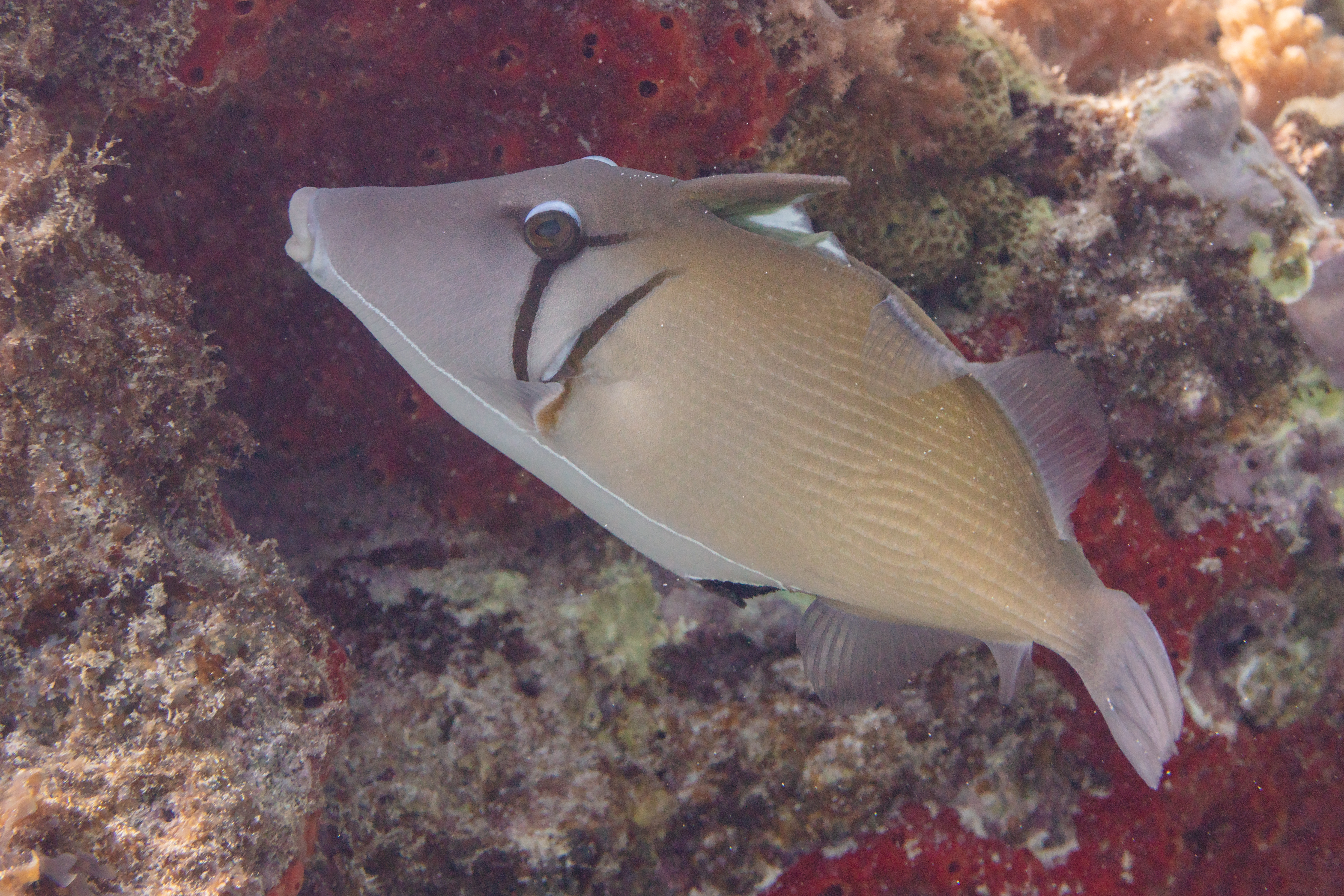
Ejemplar en las costas de Zanzíbar (Tanzania).

Sufflamen bursa es una especie de peces de la familia Balistidae en el orden de los Tetraodontiformes.

## Morfología
Pueden llegar alcanzar los 25 cm de longitud total.

## Distribución geográfica
Se encuentra desde las  costas del África Oriental hasta las Hawái, las islas Marquesas, sur del Japón, la Gran Barrera de Coral y Nueva Caledonia.